# عامل شدة الإجهاد

الإحداثيات القطبيّة عند حافة الصدع.

عامل شدة الإجهاد، {\displaystyle K}، يستخدم في ميكانيكا التصدع (ميكانيك الانكسار) لتوقع الحالة الإجهادية («شدة الإجهاد») قرب حافة صدع أو ثلم يتسبب به حمل خارجي أو إجهادات متبقية. هو مفهوم نظري يُطبق عادةً على مواد متجانسة مرنة خطيًّا وهو مفيد لتوفير معيار يقيس حد الانهيار (الفشل الميكانيكي) للمواد الهشة، وهو أسلوب أساسي في فرع تسامحات الأضرار. يمكن تطبيق المفهوم أيضًا على المواد التي تشهد ظاهرة خضوع (انسياب) بمقياس صغير عند حافة الصدع.
تعتمد شدة {\displaystyle K} على هندسة العينة، وحجم الصدع أو الثلم وموقعهما، وشدة الأحمال وتنوع أوضاعها على المادة.
تتنبأ نظرية المرونة الخطية أن توزع الإجهادات ({\displaystyle \sigma _{ij}}) قرب حافة الصدع، بالإحداثيات القطبية ({\displaystyle r,\theta }{\displaystyle r,\theta }{\displaystyle r,\theta }) عند وضع مبدأ الإحداثيات عند حافة الصدع، يأخذ الشكل التالي:
{\displaystyle \sigma _{ij}(r,\theta )={\frac {K}{\sqrt {2\pi r}}}\,f_{ij}(\theta )+\,\,{\rm {higher\,order\,terms}}}
حيث {\displaystyle K} معامل شدة الإجهاد (بواحدة الإجهاد × الطول0.5) و{\displaystyle f_{ij}} الكمية اللابعدية التي تتغير مع الحمل والشكل الهندسي. نظريًّا، عند تناهي {\displaystyle r} إلى الصفر، يسعى الإجهاد {\displaystyle \sigma _{ij}} نحو {\displaystyle \infty } ما يسبب نقطة شاذة (متفردة رياضية) للإجهاد. لكن عمليًّا، تنهار هذه العلاقة قرب الحافة ({\displaystyle r} صغيرة) بسبب حدوث لدونة عادةً عند إجهادات تتجاوز حد خضوع (انسياب) المادة ولا يمكن تطبيق الحل المرن الخطي عندها. مع ذلك، إذا كانت المنطقة اللدنة عند حافة الصدع صغيرةً مقارنةً بطول الصدع، يظل من الممكن تطبيق توزع الإجهادات المقارب قرب حافة الصدع عندها.

## عوامل شدة الإجهاد لعدة أوضاع
تستخدم ثلاثة أوضاع مستقلة خطيًّا في ميكانيك الانكسار (ميكانيكا التصدع). تسمى أنواع التحميل هذه الوضع الأول والثاني والثالث على التتالي. الوضع الأول هو وضع فتح (شد) يتباعد فيه سطحا الصدع مباشرةً عن بعضهما البعض. الوضع الثاني هو وضع انزلاق (قص في المستوي) ينزلق فيه سطحا الصدع فوق بعضهما البعض باتجاه عمودي على الحافة القائدة للصدع. الوضع الثالث وضع تشقق (قص فراغي أو قص متعدد المستويات) يتحرك فيه سطحا الصدع بالنسبة لبعضهما البعض بشكل موازٍ للحافة القائدة للصدع. الوضع الأول هو الأكثر شيوعًا في التصاميم الهندسية.
تستخدم أرقام دلالية مختلفة لتخصيص عامل شدة الإجهاد للأوضاع الثلاثة المختلفة، عامل شدة الإجهاد للوضع الأول يرمز له {\displaystyle K_{\rm {I}}} ويطبق على وضع انفتاح الصدع. عامل شدة الإجهاد للوضع الثاني {\displaystyle K_{\rm {II}}}، يطبق على وضع انزلاق الصدع، أما عامل شدة الإجهاد للوضع الثالث {\displaystyle K_{\rm {III}}}، يطبق على وضع التمزق. تعرّف هذه العوامل بشكل رسمي على أنها على التتالي:
{\displaystyle {\begin{aligned}K_{\rm {I}}&=\lim _{r\rightarrow 0}{\sqrt {2\pi r}}\,\sigma _{yy}(r,0)\\K_{\rm {II}}&=\lim _{r\rightarrow 0}{\sqrt {2\pi r}}\,\sigma _{yx}(r,0)\\K_{\rm {III}}&=\lim _{r\rightarrow 0}{\sqrt {2\pi r}}\,\sigma _{yz}(r,0)\,.\end{aligned}}}

## علاقة العامل بمعدل تحرير الطاقة وتكامل المسار الحدودي
في شروط الإجهاد المستوي، يكون معدل تحرير طاقة الانفعال ({\displaystyle G}) لأجل صدع يخضع للتحميل من الوضع الأول الصافي أو الوضع الثاني الصافي متعلقًا بعامل شدة الإجهاد وفق:
{\displaystyle G_{\rm {I}}=K_{\rm {I}}^{2}\left({\frac {1}{E}}\right)}
{\displaystyle G_{\rm {II}}=K_{\rm {II}}^{2}\left({\frac {1}{E}}\right)}
حيث{\displaystyle E} معامل يونغ و {\displaystyle \nu } نسبة بواسون (معامل بواسون) للمادة. يفترض أن المادة متناظرة (إيزوتروبية)، ومتجانسة، ومرنة خطيًّا. افتُرض أن الصدع يمتد على اتجاه الصدع الابتدائي.
لأجل شروط الانفعال المستوي، تكون العلاقة المكافئة أكثر تعقيدًا بقليل:
{\displaystyle G_{\rm {I}}=K_{\rm {I}}^{2}\left({\frac {1-\nu ^{2}}{E}}\right)\,}
{\displaystyle G_{\rm {II}}=K_{\rm {II}}^{2}\left({\frac {1-\nu ^{2}}{E}}\right)\,.}
للتحميل وفق الوضع الثالث الصافي:
{\displaystyle G_{\rm {III}}=K_{\rm {III}}^{2}\left({\frac {1}{2\mu }}\right)=K_{\rm {III}}^{2}\left({\frac {1+\nu }{E}}\right)}
حيث {\displaystyle \mu } معامل القص. يبقى الجمع الخطي صحيحًا عند التحميل العام في الانفعال المستوي :
{\displaystyle G=G_{\rm {I}}+G_{\rm {II}}+G_{\rm {III}}\,.}
يمكن الحصول على علاقة مشابهة للانفعال المستوي بإضافة إسهامات الأوضاع الثلاث.
يمكن استخدام العلاقات السابقة أيضًا للربط بين تكامل المسار الحدودي (التكامل جيه) وعامل شدة الإجهاد لأن:
{\displaystyle G=J=\int _{\Gamma }\left(W~dx_{2}-\mathbf {t} \cdot {\cfrac {\partial \mathbf {u} }{\partial x_{1}}}~ds\right)\,.}

## عامل شدة الإجهاد الحرج
عامل شدة الإجهاد، {\displaystyle K}، بارامتر يضخم شدة الجهد المطبق الذي يتضمن البارامتر الهندسي {\displaystyle Y} (نوع الحمل). تتناسب شدة الإجهاد في أي وضع تناسبًا طرديًّا مباشرًا مع الحمل المطبق على المادة. إن أمكن صنع صدع حاد جدًّا أو ثلم على شكل حرف فّي في مادة، يمكن تحديد القيمة الأصغرية للمقدار {\displaystyle K_{\mathrm {I} }} تجريبيًّا، وهي القيمة الحرجة (الحدية) لعامل شدة الإجهاد المطلوبة لتشكيل الصدع. تسمى هذه القيمة الحرجة المحددة للتحميل بالوضع الأول في الانفعال المستوي باسم حد المتانة الحرج ({\displaystyle K_{\mathrm {Ic} }}) للمادة. {\displaystyle K_{\mathrm {Ic} }} له واحدة الإجهاد مضروبًا بجذر المسافة (أي MN/m3/2). تشير واحدات {\displaystyle K_{\mathrm {Ic} }} إلى أن إجهاد الكسر للمادة يجب أن يحدث قبل مسافة ما حرجة لكي تصل القيمة إلى {\displaystyle K_{\mathrm {Ic} }} ويحدث تشكل الصدع. عامل شدة الإجهاد الحرج للوضع الأول،{\displaystyle K_{\mathrm {Ic} }}، هو أكثر بارامتر تصميمي استعمالًا في ميكانيك الانكسار ولذلك يجب فهمه إذا أردنا تصميم مواد لها سماحية للتصدعات كما في الجسور، والأبنية، والطيارات، وحتى الأجراس.
لا يمكن للتجليخ (التلميع) اكتشاف الصدوع. عادةً، إذا كان بالإمكان رؤية الصدع فهو في حالة قريبة جدًّا من حالة الإجهاد الحرج التي يتنبأ بها عامل شدة الإجهاد.

### المعيار جي
المعيار جي (بالإنجليزية: G-criterion)‏ معيار تصدع يصف علاقة عامل شدة الإجهاد الحرج (أو حد المتانة) بعوامل شدة الإجهاد للأوضاع الثلاثة. يكتب معيار الانهيار هذا كالتالي:
{\displaystyle K_{\rm {c}}^{2}=K_{\rm {I}}^{2}+K_{\rm {II}}^{2}+{\frac {E'}{2\mu }}\,K_{\rm {III}}^{2}}
حيث {\displaystyle K_{\rm {c}}} حد المتانة، {\displaystyle E'=E/(1-\nu ^{2})} للانفعال المستوي و{\displaystyle E'=E} للإجهاد المستوي. يُكتب عامل شدة الإجهاد الحدي للإجهاد المستوي عادةً {\displaystyle K_{\rm {c}}}.

## أمثلة

### صفيحة لا نهائية: إجهاد وحيد البعد متوزع بانتظام
عامل شدة الإجهاد لصدع مستقيم مفترض طوله {\displaystyle 2a} عمودي على اتجاه التحميل، في مستوٍ لانهائي، له حقل إجهاد منتظم {\displaystyle \sigma } يعطى بالعلاقة:
{\displaystyle K_{\mathrm {I} }=\sigma {\sqrt {\pi a}}}

### تشقق على شكل قطعة نقدية في مجال لا نهائي
عامل شدة الإجهاد عند حافة تشقق على شكل قطعة نقدية نصف قطرها {\displaystyle a} في مجال لانهائي خاضع لإجهاد شد وحيد البعد {\displaystyle \sigma } هو:
{\displaystyle K_{\rm {I}}={\frac {2}{\pi }}\sigma {\sqrt {a\pi }}\,.}

### صفيحة محدودة: إجهاد وحيد البعد متوزع بانتظام
إذا توضع الصدع مركزيًّا على صفيحة محدودة عرضها {\displaystyle 2b} وارتفاعها {\displaystyle 2h}، يعطى عامل شدة الإجهاد بالعلاقة التقريبية التالية:
{\displaystyle K_{\rm {I}}=\sigma {\sqrt {\pi a}}\left[{\cfrac {1-{\frac {a}{2b}}+0.326\left({\frac {a}{b}}\right)^{2}}{\sqrt {1-{\frac {a}{b}}}}}\right]\,.}
إذا لم يكن الصدع مركزيًّا بالنسبة للعرض، أي أن {\displaystyle d\neq b}، يمكن تقريب قيمة عامل شدة الإجهاد عند الموضع A من خلال منشور السلسلة:
{\displaystyle K_{\rm {IA}}=\sigma {\sqrt {\pi a}}\left[1+\sum _{n=2}^{M}C_{n}\left({\frac {a}{b}}\right)^{n}\right]}
حيث يمكن إيجاد العوامل {\displaystyle C_{n}} من خلال الملاءمة مع منحنيات شدة الإجهاد:6 لأجل العديد من قيم {\displaystyle d}. يمكن إيجاد علاقة مشابهة (ولكن غير متطابقة) لأجل الحافة B من الصدع. من العلاقات البديلة لعوامل شدة الإجهاد عند A وB::175
{\displaystyle K_{\rm {IA}}=\sigma {\sqrt {\pi a}}\,\Phi _{A}\,\,,K_{\rm {IB}}=\sigma {\sqrt {\pi a}}\,\Phi _{B}}
حيث
{\displaystyle {\begin{aligned}\Phi _{A}&:=\left[\beta +\left({\frac {1-\beta }{4}}\right)\left(1+{\frac {1}{4{\sqrt {\sec \alpha _{A}}}}}\right)^{2}\right]{\sqrt {\sec \alpha _{A}}}\\\Phi _{B}&:=1+\left[{\frac {{\sqrt {\sec \alpha _{AB}}}-1}{1+0.21\sin \left\{8\,\tan ^{-1}\left[\left({\frac {\alpha _{A}-\alpha _{B}}{\alpha _{A}+\alpha _{B}}}\right)^{0.9}\right]\right\}}}\right]\end{aligned}}}
مع
{\displaystyle \beta :=\sin \left({\frac {\pi \alpha _{B}}{\alpha _{A}+\alpha _{B}}}\right)~,~~\alpha _{A}:={\frac {\pi a}{2d}}~,~~\alpha _{B}:={\frac {\pi a}{4b-2d}}~;~~\alpha _{AB}:={\frac {4}{7}}\,\alpha _{A}+{\frac {3}{7}}\,\alpha _{B}\,.}
في العلاقات السابقة: {\displaystyle d} هي المسافة من مركز التشقق (الصدع) إلى النقطة المحيطية الأقرب A. لاحظ أنه عندما {\displaystyle d=b} لا يمكن تبسيط العلاقات السابقة إلى العلاقة التقريبية لصدع متمركز.

### تشقق طرفي في صفيحة خاضعة لإجهاد وحيد البعد
لأجل صفيحة لها الأبعاد {\displaystyle 2h\times b} تحوي فيها تشققًا طرفيًا غير مقيد طوله {\displaystyle a}، إذا كانت أبعاد الصفيحة تحقق {\displaystyle h/b\geq 0.5} و{\displaystyle a/b\leq 0.6}، يكون عامل شدة الإجهاد عند طرف التشقق الخاضع لإجهاد وحيد البعد {\displaystyle \sigma }:
{\displaystyle K_{\rm {I}}=\sigma {\sqrt {\pi a}}\left[1.122-0.231\left({\frac {a}{b}}\right)+10.55\left({\frac {a}{b}}\right)^{2}-21.71\left({\frac {a}{b}}\right)^{3}+30.382\left({\frac {a}{b}}\right)^{4}\right]\,.}
لأجل الوضع الذي يحقق {\displaystyle h/b\geq 1} و{\displaystyle a/b\geq 0.3}، يمكن تقريب عامل شدة الإجهاد إلى:
{\displaystyle K_{\rm {I}}=\sigma {\sqrt {\pi a}}\left[{\frac {1+3{\frac {a}{b}}}{2{\sqrt {\pi {\frac {a}{b}}}}\left(1-{\frac {a}{b}}\right)^{3/2}}}\right]\,.}
تستخدم العينات الخاضعة لهذه الشروط بشكل شائع في اختبارات حد المتانة.

### صفيحة لا نهائية: صدع مائل في حقل إجهادات ثنائي البعد
لأجل صدع مائل طوله {\displaystyle 2a} في حقل إجهادات ثنائي البعد بإجهاد {\displaystyle \sigma } في اتجاه المحور {\displaystyle y} (اتجاه العينات) وإجهاد {\displaystyle \alpha \sigma } في اتجاه المحور {\displaystyle x} (اتجاه السينات)، عوامل شدة الإجهاد هي:
{\displaystyle {\begin{aligned}K_{\rm {I}}&=\sigma {\sqrt {\pi a}}\left(\cos ^{2}\beta +\alpha \sin ^{2}\beta \right)\\K_{\rm {II}}&=\sigma {\sqrt {\pi a}}\left(1-\alpha \right)\sin \beta \cos \beta \end{aligned}}}
حيث {\displaystyle \beta } الزاوية التي يصنعها الصدع مع محور {\displaystyle x}.

### صدع في صفيحة خاضع لقوة نقطية في داخل المستوي
لنأخذ صفيحة أبعادها {\displaystyle 2h\times 2b} تحتوي صدعًا طوله {\displaystyle 2a}. تطبق قوة نقطية مركباتها {\displaystyle F_{x}} و{\displaystyle F_{y}} على النقطة ({\displaystyle x,y}) من الصفيحة.
للحالة التي تكون فيها الصفيحة كبيرة مقارنةً بحجم الصدع ونقطة تأثير القوة قريبة نسبيًّا من الصدع -أي {\displaystyle h\gg a}, {\displaystyle b\gg a}, {\displaystyle x\ll b}, {\displaystyle y\ll h}{\displaystyle y\ll h} - يمكن اعتبار الصفيحة لا نهائية. في هذه الحالة عوامل شدة الإجهاد للمركبة {\displaystyle F_{x}} عند طرف الصدع B ({\displaystyle x=a}{\displaystyle x=a}{\displaystyle x=a}{\displaystyle x=a}) هي:
{\displaystyle {\begin{aligned}K_{\rm {I}}&={\frac {F_{x}}{2{\sqrt {\pi a}}}}\left({\frac {\kappa -1}{\kappa +1}}\right)\left[G_{1}+{\frac {1}{\kappa -1}}H_{1}\right]\\K_{\rm {II}}&={\frac {F_{x}}{2{\sqrt {\pi a}}}}\left[G_{2}+{\frac {1}{\kappa +1}}H_{2}\right]\end{aligned}}}
حيث
{\displaystyle {\begin{aligned}G_{1}&=1-{\text{Re}}\left[{\frac {a+z}{\sqrt {z^{2}-a^{2}}}}\right]\,,\,\,G_{2}=-{\text{Im}}\left[{\frac {a+z}{\sqrt {z^{2}-a^{2}}}}\right]\\H_{1}&={\text{Re}}\left[{\frac {a({\bar {z}}-z)}{({\bar {z}}-a){\sqrt {{\bar {z}}^{2}-a^{2}}}}}\right]\,,\,\,H_{2}=-{\text{Im}}\left[{\frac {a({\bar {z}}-z)}{({\bar {z}}-a){\sqrt {{\bar {z}}^{2}-a^{2}}}}}\right]\end{aligned}}}
مع {\displaystyle z=x+iy}, {\displaystyle {\bar {z}}=x-iy}, {\displaystyle \kappa =3-4\nu } للانفعال المستوي، و{\displaystyle \kappa =(3-\nu )/(1+\nu )} للإجهاد المستوي، و{\displaystyle \nu } معامل بواسون (نسبة بواسون). يكون عامل شدة الإجهاد للمركبة {\displaystyle F_{y}} عند الطرف B محددًا وفق:
{\displaystyle {\begin{aligned}K_{\rm {I}}&={\frac {F_{y}}{2{\sqrt {\pi a}}}}\left[G_{2}-{\frac {1}{\kappa +1}}H_{2}\right]\\K_{\rm {II}}&=-{\frac {F_{y}}{2{\sqrt {\pi a}}}}\left({\frac {\kappa -1}{\kappa +1}}\right)\left[G_{1}-{\frac {1}{\kappa -1}}H_{1}\right]\,.\end{aligned}}}
يمكن تحديد عوامل شدة الإجهاد عند الطرف A ({\displaystyle x=-a}) من العلاقات السابقة. لأجل الحمل {\displaystyle F_{x}} المؤثر على النقطة {\displaystyle (x,y)}:
{\displaystyle K_{\rm {I}}(-a;x,y)=-K_{\rm {I}}(a;-x,y)\,,\,\,K_{\rm {II}}(-a;x,y)=K_{\rm {II}}(a;-x,y)\,.}
وبشكل مشابه لأجل الحمل {\displaystyle F_{y}}{\displaystyle K_{\rm {I}}(-a;x,y)=K_{\rm {I}}(a;-x,y)\,,\,\,K_{\rm {II}}(-a;x,y)=-K_{\rm {II}}(a;-x,y)\,.}